# Hipólito Duhamel
Hipólito Duhamel (Trescault, 13 de agosto de 1832 - Arequipa, 29 de diciembre de 1908) fue un clérigo, misionero y educador francés de la congregación lazarista, que llegó al Perú en 1872. Se estableció en Arequipa, donde fundó el Colegio San Vicente de Paúl, en el que aplicó métodos modernos en la enseñanza escolar. Fue una personalidad muy influyente y respetada en la sociedad arequipeña.

## Biografía
Nació en Trescault, Francia. Estudió en el seminario de Arrás, donde se ordenó como sacerdote en 1858. Luego ingresó a la Congregación de la Misión, cuyos miembros son más conocidos como lazaristas o vicentinos (1863). Fue misionero en China, pero tan esforzada labor, que implicaba largos recorridos, afectó su salud. Incluso sufrió persecución, recibiendo una lanzada en el cuello, por lo que se vio obligado a regresar a su país. Una vez recuperado, pidió que lo enviaran a América. Fue así como llegó al Perú, cuando tenía 40 años de edad.
Su primer destino fue Lima, donde, en apoyo a las religiosas de su congregación, las Hermanas de la Caridad, se dedicó a la atención de los enfermos y los niños desamparados. Puso especial interés en la catequización de los niños, y para tal fin, creó una escuela en el barrio del Cercado, donde acogió a niños de todas las clases sociales, a fin de prepararles para la primera comunión.
En 1880 se trasladó a la ciudad de Arequipa, para reemplazar al padre José Coutard, director de las Hijas de la Caridad de dicha ciudad. Allí continuó enfocándose en la enseñanza religiosa de los jóvenes. El 30 de agosto de 1883 fundó la Escuela Apostólica San Vicente de Paúl, destinada a los aspirantes a seminaristas de origen humilde, que recibían educación básica gratuita, pero posteriormente implementó la educación secundaria y empezó a recibir a pensionistas internos y externos. Allí aplicó la nueva tendencia educativa que se daba en Francia, renovando tanto la metodología como el material de enseñanza. Fue el primer colegio de Arequipa que adquirió un laboratorio de química y un gabinete de física. Se enseñaba tanto el latín como el francés. Pero ante todo, el padre Duhamel incidió en la formación catequística y moral de los jóvenes.
Junto con el colegio jesuita de San José, el Colegio de San Vicente de Paúl compartió la fama de ser el mejor colegio religioso de Arequipa, donde se matriculaban jóvenes de las clases medias y altas. En sus aulas se formaron muchos arequipeños ilustres, como Emilio Lissón (arzobispo de Lima), Juan Gualberto Guevara (primer cardenal del Perú), Pedro Paulet (pionero de la astronáutica); Víctor Andrés Belaunde (académico e internacionalista), etc.
Duhamel fue también rector del Seminario Conciliar de San Jerónimo, de 1899 a 1905. Fue una personalidad influyente y muy respetada en Arequipa, cuyo fallecimiento motivó un sepelio multitudinario.
En el Centro histórico de Arequipa, a espaldas de la iglesia de Santo Domingo, existe un parque que lleva su nombre, donde se eleva su estatua.